# Magnus Gustav Arbien
Magnus Gustav Arbien, född 25 september 1716 i Kristiania (nuvarande Oslo), död 27 januari 1760 i Köpenhamn, var en svensk-dansk medaljgravör.
Han var son till inspektorn Peder Eriksen Arbien och Johanne Holm. Han var bror till porträttmålaren Hans Arbien. 
Arbien gick först i lära för en gravör i Köpenhamn och därefter för Johan Hedlinger i Stockholm. Han återvände till Köpenhamn 1744 där han anställdes som hovmedaljör. Med kungligt understöd reste han 1751 till Stockholm och Paris.
Arbien är representerad vid Kungliga myntkabinettet i Stockholm.